# Albignac
 Albignac  (en occitano Aubinhac) es una comuna y población de Francia, en la región de Lemosín, departamento de Corrèze, en el distrito de Brive-la-Gaillarde y cantón de Beynat.
Su población en el censo de 2008 era de 253 habitantes.
Está integrada en la Communauté de communes du Canton de Beynat.

## Demografía
| 285 | 260 | 226 | 255 | 263 | 256 | 253 |
| Para los censos de 1962 a 1999 la población legal corresponde a la población sin duplicidades (Fuente: INSEE [Consultar]) |     |     |     |     |     |     |